# Johannes Stuck

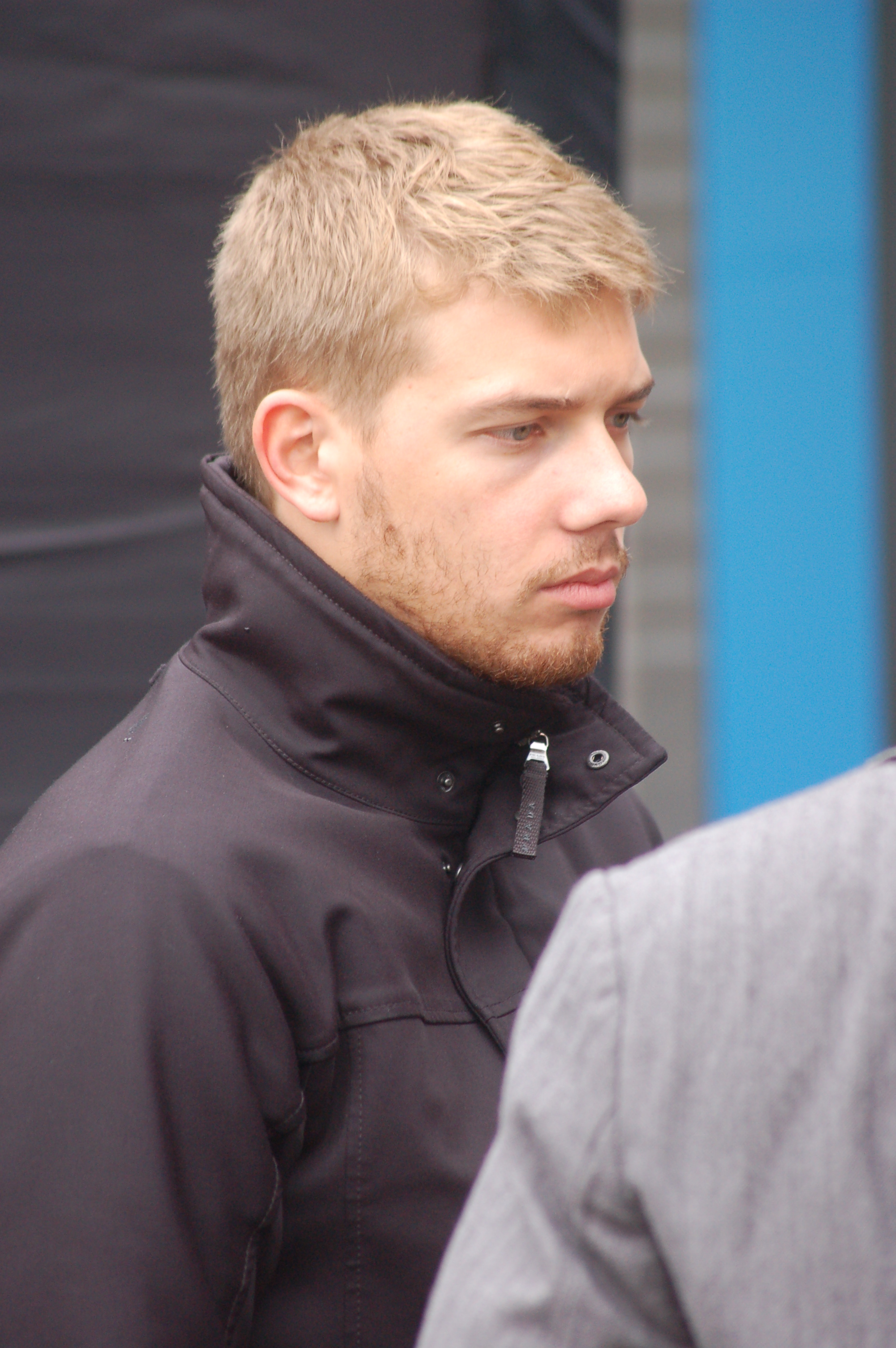
Johannes Stuck in Assen 2011

Johannes-Emanuel Stuck (* 22. Oktober 1986) ist ein ehemaliger österreichischer Rennfahrer. Er ist ein Sohn des Rennfahrers Hans-Joachim Stuck und ein Bruder des Rennfahrers Ferdinand Stuck.

## Karriere
Stuck begann seine Motorsportkarriere im Tourenwagensport. 2003 wurde er 13. im ADAC Volkswagen Lupo Cup, ein Jahr später belegte er den 15. Gesamtrang im ADAC Volkswagen Polo Cup. 2005 wechselte Stuck in die deutsche Mini Challenge und beendete sowohl seine erste als auch seine zweite Saison auf dem fünften Platz in der Meisterschaft. Außerdem trat er 2006 in der VLN Langstreckenmeisterschaft an. 2007 nahm Stuck nur an einigen Rennen der deutschen Mini Challenge teil und schloss die Saison auf dem 16. Platz in der Meisterschaft ab. Außerdem debütierte er in der Le Mans Series, in der er in der LMGT2-Wertung antrat. Beim 24-Stunden-Rennen auf dem Nürburgring erzielte er den Sieg in der SP6-Kategorie.
2008 trat Stuck nur zu zwei Rennen in der ADAC GT Masters und zum 24-Stunden-Rennen auf dem Nürburgring an. 2009 war er in verschiedenen Rennklassen aktiv. Er trat in der ADAC GT Masters, in der American Le Mans Series (ALMS), in der Lamborghini Blancpain Super Trofeo, in der FIA-GT3-Europameisterschaft und in der VLN Langstreckenmeisterschaft an. Die beste Gesamtplatzierung erzielte er in der Lamborghini Blancpain Super Trofeo, die er auf dem zehnten Meisterschaftsrang abschloss. 2010 startete Stuck bei vier Rennen der FIA-GT3-Europameisterschaft sowie bei jeweils zwei Rennen der ADAC GT Masters und der Racecar Euro Series. Zusätzlich nahm er an Langstreckenrennen teil.
2011 tritt Stuck zusammen mit seinem Bruder Ferdinand für Reiter Engineering in der ADAC GT Masters und in der Deutschen GT-Meisterschaft an. Im Laufe der Saison erzielten sie zusammen vier Laufsiege und wurden Deutscher GT-Meister sowie Vizemeister im ADAC-GT-Masters.
Im Jahr 2012 nahm Johannes mit seinem Bruder Ferdinand erneut das ADAC GT Masters mit einem Aston Martin Vantage V12 GT3 in Angriff. Leider mussten die Brüder aufgrund vieler technischer Defekte mit nur einem vierten Platz als Highlight hinnehmen. Beim 24-Stunden-Rennen auf dem Nürburgring hatte ein Reifenschaden in der vierten Runde des Rennens ein gutes Ergebnis unmöglich gemacht.
Für das Jahr 2013 entschied sich Johannes mit seinem Bruder in der VLN Langstreckenmeisterschaft in die Saison zu starten, auf einem AUDI R8 LMS ultra von Phoenix Racing. Beim 24-Stunden-Rennen kamen sie als zweitbester AUDI auf dem achten Gesamtrang ins Ziel, nachdem sie von der Pole-Position gestartet waren. Trotz zahlreicher Führungskilometer konnte Johannes nur einen Gesamtsieg feiern. Reifenschäden und weitere technische Defekte in aussichtsreicher Position verhinderten weitere Siege und Podestplatzierungen.

## Stuck3
Stuck3 wurde 2011 als Marke eingetragen und diente Johannes, Ferdinand und Strietzel als Markenname für die gemeinsamen Rennen 2011. Aufgrund der gemeinsamen Erfolge, speziell in der 2011, entschied man sich, den Namen für die weiteren gemeinsamen Projekte beizubehalten.

## Statistik

### Karrierestationen
| - 2003: ADAC Volkswagen Lupo Cup (Platz 13) - 2004: ADAC Volkswagen Polo Cup (Platz 15) - 2005: Deutsche Mini Challenge (Platz 5) - 2006: Deutsche Mini Challenge (Platz 5) - 2006: VLN Langstreckenmeisterschaft (Platz 147) - 2007: Deutsche Mini Challenge (Platz 16) | - 2007: Le Mans Series, LMGT2 - 2008: ADAC GT Masters - 2009: Lamborghini Blancpain Super Trofeo, Pro (Platz 10) - 2009: ALMS, GT2 (Platz 18) - 2009: ADAC GT Masters, (Platz 22) - 2009: FIA-GT3-Europameisterschaft, (Platz 26) | - 2009: VLN Langstreckenmeisterschaft (Platz 601) - 2010: FIA-GT3-Europameisterschaft, (Platz 30) - 2010: ADAC GT Masters - 2010: Racecar Euro Series (Platz 42) - 2011: ADAC GT Masters (Platz 2) - 2011: Deutsche GT-Meisterschaft (Platz 1) - 2012: ADAC GT Masters - 2013: VLN Langstreckenmeisterschaft (Platz 3 VLN SpeedTrophy) |